# Autovía Oviedo-Villaviciosa
La autovía Oviedo-Villaviciosa o A-64 es una variante de más de 30 km que parte de Folgueras en el enlace con el tramo Gijón-Oviedo de la Autovía Ruta de la Plata (A-66) a la altura del centro comercial y de ocio Parque Principado, y discurre en dirección este atravesando el concejo de Siero. En la localidad de Lieres toma dirección norte cruzando el concejo de Sariego y tras pasar bajo el Alto de la Fumarea por el túnel de Fabares, discurre ya en su vertiente maliayesa por el valle de Fabares hasta enlazar con la Autovía del Cantábrico (A-8) en Grases (Villaviciosa).
Esta autovía consta de nueve salidas principales (Granda Oeste, Granda Este, Argüelles, El Berrón, Mudarre, Pola de Siero, Marcenado, Feleches y Llamasanti) y cinco enlaces (A-66, AS-17, AS-I, AS-119 y A-8), mientras que el enlace con la Autovía Industrial AS-II en Lugones, aunque previsto, está aún pendiente de construcción.
Anteriormente se trataba de la autovía A-8 hasta que, con los cambios de nomenclatura y la apertura del tramo Alto del Infanzón-Grases de la A-8, pasó a ser denominada como A-64. Fue pensada inicialmente como parte de la Autovía del Cantábrico y tenía el objetivo de descongestionar el intenso tráfico de la N-634 por poblaciones como Colloto, El Berrón y Pola de Siero.

## Construcción
La autovía fue construida en varias fases:
- En diciembre de 1991 se abrió al tráfico el tramo Marcenado-Argüelles, permitiendo así la circunvalación de Pola de Siero.

- En diciembre de 1992 se abrió el tramo entre Argüelles y Matalablima (entorno de Les Folgueres), permitiendo la conexión de esta autopista con la A-66, cerca de Lugones (Siero).

- En diciembre de 1997 fue abierto el tramo completamente (tras la apertura parcial del mes agosto de 1997) entre Marcenado y Lieres, que en realidad consistía en un tramo de doble calzada con dos carriles para cada sentido, con características de autovía, hasta Lieres, convirtiéndose en una carretera normal, de un carril por cada sentido y sin calzadas separadas entre Lieres y Lamasanti, localidad del concejo de Sariego, que permitía aligerar el tráfico en dirección a Villaviciosa. Se había previsto inaugurarse a principios del año 1996 y había acumulado numerosos retrasos con mucha polémica vecinal como el enlace de Lieres y el puente de Les Faces.

- En mayo de 2003 se abrió el tramo entre Lieres y Grases, que fue el más difícil de construir, y el más largo, de 14 km, incluyendo el problemático túnel de Fabares, de más de 2 km de longitud, situado entre los concejos de Sariego y Villaviciosa, que permite salvar la subida al Alto de la Campa. Se trata de un túnel que transcurre por una orografía compleja lo que ha provocado continuos incidentes desde el momento mismo de su construcción en el año 2002, y que a pesar de las advertencias de los técnicos tardaron tiempo en subsanarse. El 2 de diciembre de 2003, la montaña de Fabares se derrumbó sobre el carril derecho de la autopista a la salida del túnel en la vertiénte maliayesa, lo que provocó el corte de una de las galerías durante los 17 meses que duró la obra. Con un coste de más de 52 millones de euros, los trabajos para la reapertura de este tramo al tráfico, consistieron en rebajar la altura del talud mediante la construcción de tres grandes bermas o escalones, alejando de este modo la montaña de la carretera mediante voladuras e intruduciéndo tubos en las mismas para conseguir drenar el agua de un acuífero alojado en sus paredes. En febrero de 2007, coincidiendo con la época de lluvias, se detectaron abundantes filtraciones de agua en el interior de la galería izquierda en dirección a Villaviciosa, lo que unido a las obras de conexión del Consorcio para el Abastecimiento de Aguas y Saneamiento de la Zona Central de Asturias (Cadasa) con Villaviciosa, obligaron a cortar el túnel de Fabares al tráfico de manera intermitente durante varios meses, siendo necesario posteriormente su limpieza y reasfaltado.

Como límites, la autopista enlaza en Grases con la A-8 o Autovía del Cantábrico y en Matalablima con la A-66 o Autovía Ruta de la Plata, permitiendo la comunicación de Oviedo y los concejos de Siero, Noreña y Sariego con la Autovía del Cantábrico en dirección al oriente de Asturias, Cantabria y el País Vasco, así como el resto de Europa.
Esta autovía consta de diez salidas que dan servicio al área industrial y comercial de Granda, Colloto, Viella, El Berrón, Noreña, Pola de Siero, Lieres y Sariego. Está en obras el enlace de conexión entre la A-64 y la Autovía Minera AS-I, conocido como Nudo de Mudarri, que deberán estar concluidas a finales de 2009 o comienzos de 2010 y que permitirá, al conductor que venga de Villaviciosa, dirigirse a León sin tener que llegar hasta Oviedo o desviarse, como muchos conductores hacen actualmente, por la AS-376 en la salida de El Berrón para tomar la entrada de Bendición de la citada autovía. Por ese motivo, y al objeto de respetar las distancias mínimas entre enlaces, la salida actual de Pola de Siero quedará inutilizada en favor de una nueva salida situada algo más al este, mientras que la salida de El Berrón también será modificada, creándose dos vías paralelas de servicio a la autopista que enlazarán con la AS-I directamente, sin necesidad de entrar en ella. Se trata de un proyecto de enorme complejidad que conlleva otras actuaciones paralelas. El enlace con la Autovía Industrial AS-II en Lugones, aunque previsto, está aún pendiente de construcción.
Esta autovía soporta un tráfico medio de unos 35 000 vehículos diarios, si bien se prevé que con la apertura del nudo de Mudarri el Índice Medio Diario (IMD) supere los 50.000 vehículos por día. Igualmente está prevista la dotación de iluminación en los enlaces de Colloto, Granda, Langreo, El Berrón, Pola de Siero y Marcenado, debido al intenso tráfico registrado. Otro de los problemas que deben ser resueltos es el acceso al centro comercial Parque Principado, inaugurado en 2001, pero que no cuenta con un acceso adecuado para la gran cantidad de vehículos que circulan por las vías de acceso, entre ellas la salida de Granda oeste/Colloto de la A-64, superándose la cifra de más de 70.000 visitantes en algunos días punta, lo que implica que en ocasiones el trayecto entre Oviedo y el citado centro comercial, siendo de unos tres kilómetros, demore más de media hora. Por esa razón, será construida una gran glorieta elevada sobre la autopista por la Demarcación de Carreteras del Estado en Asturias, redistribuyendo los tráficos de manera fluida.
Se trata, pues, de una vía esencial en la red de comunicaciones de Asturias, tanto por facilitar la conexión de Oviedo con la A-8 o Autovía del Cantábrico, como por constituir un eje fundamental en las comunicaciones del concejo de Siero, sirviendo a localidades varias, así como a los polígonos industriales que se sitúan alrededor de la misma.

## Tramos
| Denominación | ID antes 2003 | Tramo                                                                                     | Kilómetros | Año servicio |
| ------------ | ------------- | ----------------------------------------------------------------------------------------- | ---------- | ------------ |
| A-64         | A-8           | Paredes A-66 - San Miguel de la Barreda                                                   | 5,5        | 1992         |
| A-64         | A-8           | San Miguel de la Barreda - Marcenado                                                      | 8,5        | 1991         |
| A-64         | A-8           | Marcenado - Lieres                                                                        | 7,3        | 1997         |
| A-64         |               | Lieres - Villaviciosa A-8 Subtramo: Lieres - Lamasanti Subtramo: Lamasanti - Villaviciosa | 2,3 11,8   | 2003         |

## Salidas
| Velocidad | Esquema | Salida               | Sentido Oviedo (ascendente)                        | Sentido Villaviciosa (descendente)                | Carretera      | Notas |
| --------- | ------- | -------------------- | -------------------------------------------------- | ------------------------------------------------- | -------------- | ----- |
|           |         |                      | Inicio de la Autovía A-64                          | Fin de la Autovía A-64 Villaviciosa - Santander   | E-70 A-8       |       |
|           |         | 1                    |                                                    | Gijón Aeropuerto de Asturias                      | E-70 A-8       |       |
|           |         |                      | Túnel de Fabares (2.150 m)                         | Túnel de Fabares (2.130 m)                        |                |       |
|           |         | 12                   | La Secada - Vega de Sariego                        | La Secada - Vega de Sariego                       | AS-380         |       |
|           |         | 14                   | Lieres - Nava El Entrego - Martimporra             | Lieres - Nava El Entrego - Martimporra            | N-634 AS-119   |       |
|           |         | 18                   | Pola de Siero - La Secada                          | Pola de Siero - La Secada                         | N-634          |       |
|           |         | 21                   | Pola de Siero                                      | Pola de Siero                                     | N-634          |       |
|           |         | 22 (Nudo de Mudarri) | El Berrón - Noreña - Gargantada Gijón - Langreo    | El Berrón - Noreña - Gargantada Langreo - Mieres  | AS-376 AS-I    |       |
|           |         | 23                   |                                                    | Gijón                                             | AS-I           |       |
|           |         | 26                   | Lugones - Langreo                                  | Langreo                                           | AS-17          |       |
|           |         | 28                   |                                                    | Granda este - Bobes                               | N-634          |       |
|           |         | 30                   | Granda oeste - Colloto                             | Granda oeste - Colloto                            | N-634          |       |
|           |         | 31                   |                                                    | Gijón - Avilés - La Coruña Aeropuerto de Asturias | A-66           |       |
|           |         |                      | Fin de la Autovía A-64 Oviedo (ronda) - León Grado | Inicio de la Autovía A-64                         | O-14 A-66 A-63 |       |